# 吴全智
吴全智（1943年5月—），女，河南南阳人，中华人民共和国政治人物，曾任河南省妇女联合会主席，河南省人大常委会副主任。